# Diprotodonts
Els diprotodonts (Diprotodontia) són un ordre de mamífers marsupials que es caracteritzen per tenir les dents incisives medials del maxil·lar inferior engrandides i inclinades cap als llavis.
Inclouen unes 120 espècies. Comprenen els cangurs, ualabis, pòssums, coales, uombats i molts d'altres. Alguns membres extints són Diprotodon, de la mida d'un rinoceront, i Thylacoleo, l'anomenat «lleó marsupial». En els diprotodonts un sol parell d'incisives domina la mandíbula inferior.

## Etimologia
El seu nom prové dels seus grans incisius, a l'extrem anterior de la mandíbula:
Di-, dos, -proto-, abans, davant, -donta, dent.

## Característiques

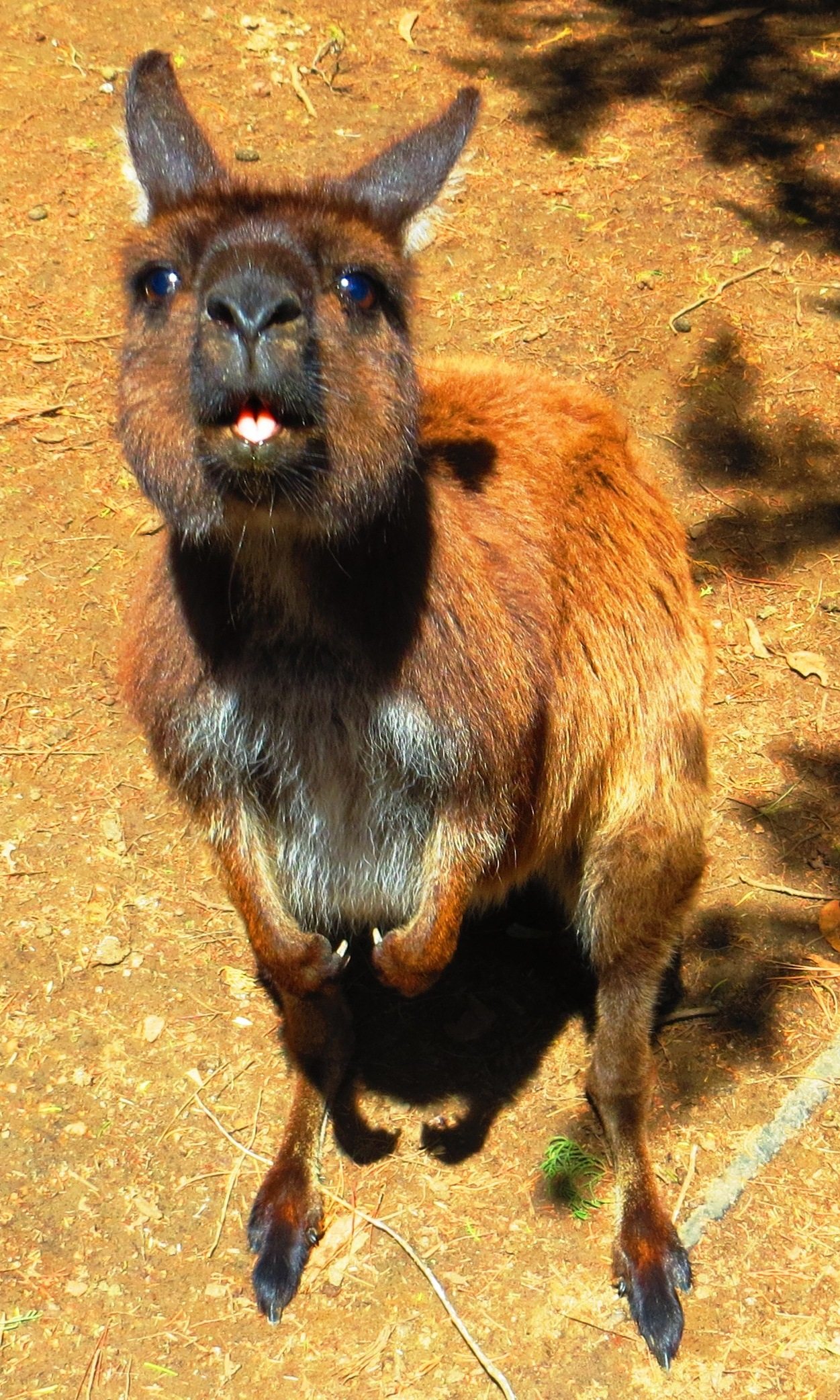
Les prominents dents incisives medials del maxil·lar inferior característics dels diprotodonts són evidents en aquest Cangur gris occidental de l'Illa del Cangur (Macropus fuliginosus fuliginosus)

Els diprotodonts vius són gairebé tots herbívors, com ho van ser la majoria dels que ara estan extints. Es coneixen alguns diprotodonts insectívors i omnívors, i els Potoridae són gairebé únics entre els vertebrats per ser sobre manera frugívors, però semblen haver sorgit com a adaptacions relativament recents de l'estil de vida herbívor dominant. Els extints thylacoleonids ("lleons marsupials") són l'únic grup conegut que ha mostrat ser carnívor a gran escala.
Els diprotodonts estan restringits a Australàsia. Els primers fòssils coneguts daten de finals de l'Oligocè, però la seva gènesi és certament anterior, ja que existeixen grans llacunes al registre fòssil d'Austràlia, i pràcticament no hi ha registre fòssil en absolut a la geològicament activa Nova Guinea. La gran diversitat de diprotodonts coneguts de l'Oligocè suggereix que l'ordre va començar a divergir molt abans.
Molts dels diprotodonts més grans i menys atlètics (juntament amb una àmplia gamma d'una altra megafauna australiana) es van extingir quan els humans van arribar a Austràlia fa uns cinquanta mil anys. La seva extinció es va produir possiblement com a resultat directe de la caça, però va ser més probablement el resultat dels canvis generalitzats a l'hàbitat provocats per les activitats humanes, especialment l'ús del foc.
Dues característiques anatòmiques clau, en combinació, identifiquen els Diprotodontia, si bé una d'elles és compartida a més amb Peramelemorphia. Els membres de l'ordre són, en primer lloc, "diprotodòntics" (que significa "dues dents davanteres"): tenen un parell d'incisius grans i procumbents a la mandíbula inferior, una característica comuna de molts grups primitius de mamífers i mamíferosiformes. La mandíbula diprotodòntica és curta, normalment amb tres parells d'incisius superiors (uombats, com els rosegadorss només tenen un parell), i sense canins inferiors. El segon tret que distingeix els diprotodonts és la "sindactilia", una fusió del segon i tercer dígit del peu fins a la base de les urpes, que deixa les urpes separades, donant-los un estrany aspecte com d'un dit deforme amb dos unglas. El dígit cinc sol estar absent, i el dígit quatre sol estar molt engrandit.
La sindactilia no és particularment comuna (encara que els Marsupials omnívors australians la comparteixen) i generalment es postula com una adaptació per ajudar a enfilar-se. No obstant això, molts diprotodonts moderns són estrictament terrestres i han desenvolupat altres adaptacions als peus per adaptar-se millor a aquest estil de vida. Això fa que la història dels cangurs arborícoles sigui especialment complicada: sembla que els animals eren arborícoles en algun moment del passat llunyà, i que després es van traslladar a terra -obtenint en el procés unes llargues potes semblants a les dels cangurs- abans de tornar als arbres, on van continuar desenvolupant un escurçament i eixamplament de les potes del darrere i un nou mètode d'escalada.

## Hàbitat
Els diprotodonts són només nadius d'Austràlia, Nova Zelanda, Nova Guinea i les illes circumdants. Es poden trobar en una àmplia varietat d'hàbitats terrestres que són molt diferents. Tot, des de pastures fins a boscos i fins i tot a les muntanyes on neva la major part de l'any. Molts membres han evolucionat per adaptar-se al seu hàbitat específic. Un bon exemple d'això són els penjalls extra de pell que hi ha als planadors. Els planadors tendeixen a viure en àrees densament boscoses, i aquests penjalls de pell actuen com espelmes que els permeten «lliscar» d'arbre en arbre. Això fa servir molta menys energia que saltar o enfilar-se als arbres. Un altre exemple interessant d'aquest tipus d'adaptació és la cua prènsil que s'observa a les sarigues. Aquesta cua els permet penjar-se fàcilment dels arbres.

## Dieta
Els diprotodonts segueixen una dieta principalment herbívora, encara que se sap que algunes espècies mengen insectes per complementar-ne la dieta. Alguns diprotodonts han desenvolupat algunes adaptacions interessants que els permeten sobreviure amb una dieta de fulles i fullatge que proporciona molt poc valor nutricional. Algunes espècies han desenvolupat un tracte digestiu més llarg que els permet absorbir la màxima quantitat possible de nutrients de les fulles. Altres diprotodonts han desenvolupat hàbits que redueixen la quantitat d'energia que necessiten. Per exemple, el coala dorm més del 80% del dia per conservar la seva energia.

## Evolució
Les restes fòssils de diprotodonts més antics coneguts daten de l'Oligocè (fa entre 24 i 35 milions d'anys), encara que els marsupials ja existissin en aquestes terres des del Cretaci. L'espècie identificable més antiga és Hypsiprymnodon bartholomaii del Miocè inferior.
De les línies filogenètiques amb espècies vives en el nostre temps la més antiga és la dels vombàtids, que representen una aproximació al que van haver de ser els primers diprotodonts, caracteritzada en les espècies vives per una cua curta i el marsupi obert de forma caudal.

## Classificació
Abans es reconeixien només dos subordres, ara se'n reconeixen tres.
- Ordre Diprotodontia
  - Gènere Brachalletes (extint)
  - Gènere Koalemas (extint)
  - Gènere Sthenomerus (extint)
  - Gènere Nimbadon (extint)
  - Família Thylacoleonidae (extinta)
  - Família Palorchestidae (extinta)
  - Família Wynyardiidae (extinta)
  - Subordre Vombatiformes
    - Família Phascolarctidae
    - Família Vombatidae
    - Família Ilariidae (extinta)
    - Família Diprotodontidae (extinta)

  - Subordre Phalangeriformes
    - Superfamília Phalangeroidea
      - Família Phalangeridae
      - Família Burramyidae

    - Superfamília Petauroidea
      - Família Tarsipedidae
      - Família Petauridae
      - Família Pseudocheiridae
      - Família Acrobatidae

  - Subordre Macropodiformes
    - Família Macropodidae
    - Família Potoroidae
    - Família Hypsiprymnodontidae
    - Família Ganguroo (extinta)
    - Família Galanària (extinta)

## Galeria

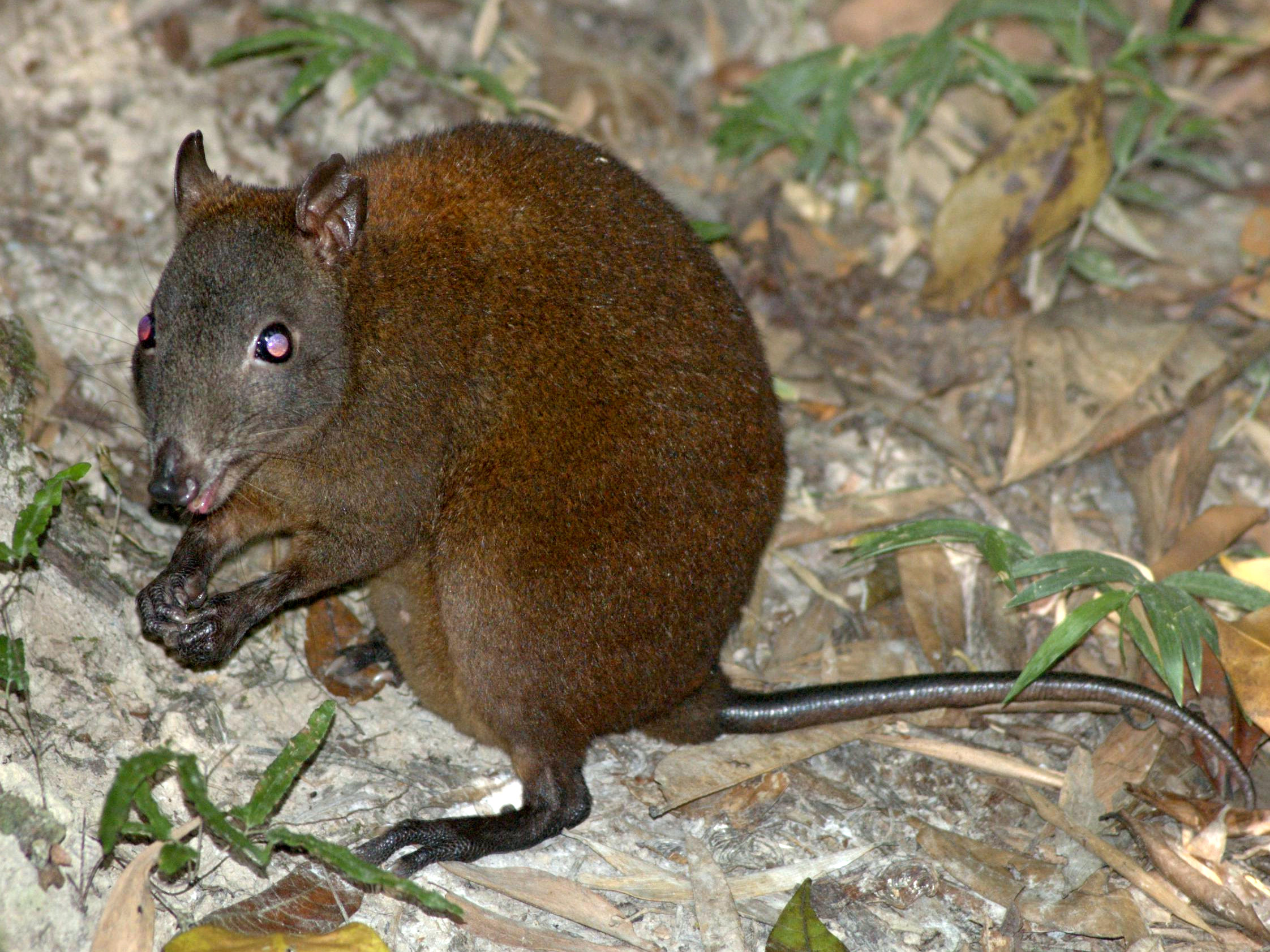
Hypsiprymnodon moschatus (Hypsiprymnodontidae)
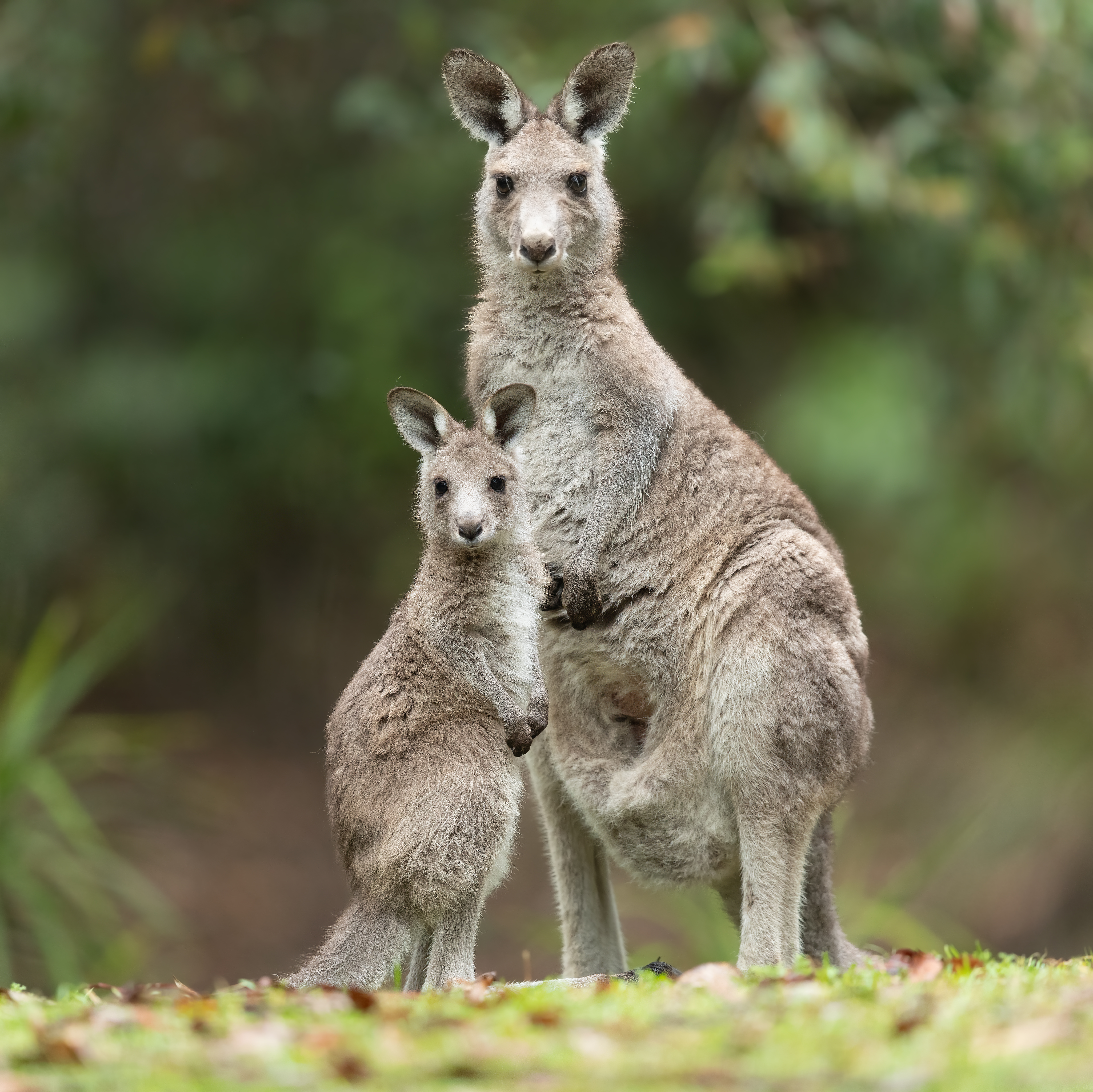
Macropus giganteus (Macropodidae)
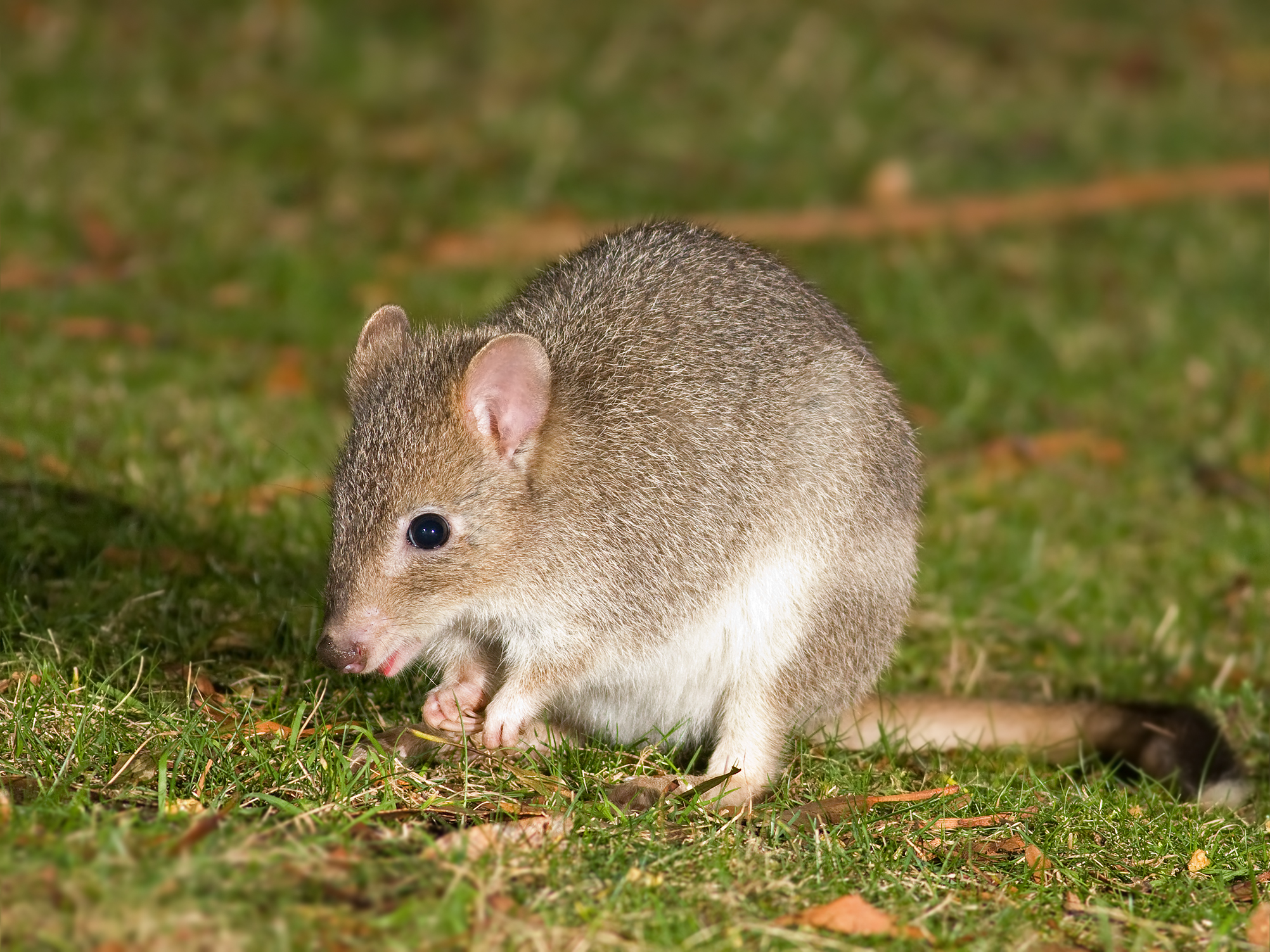
Bettongia gaimardi (Potoroidae)
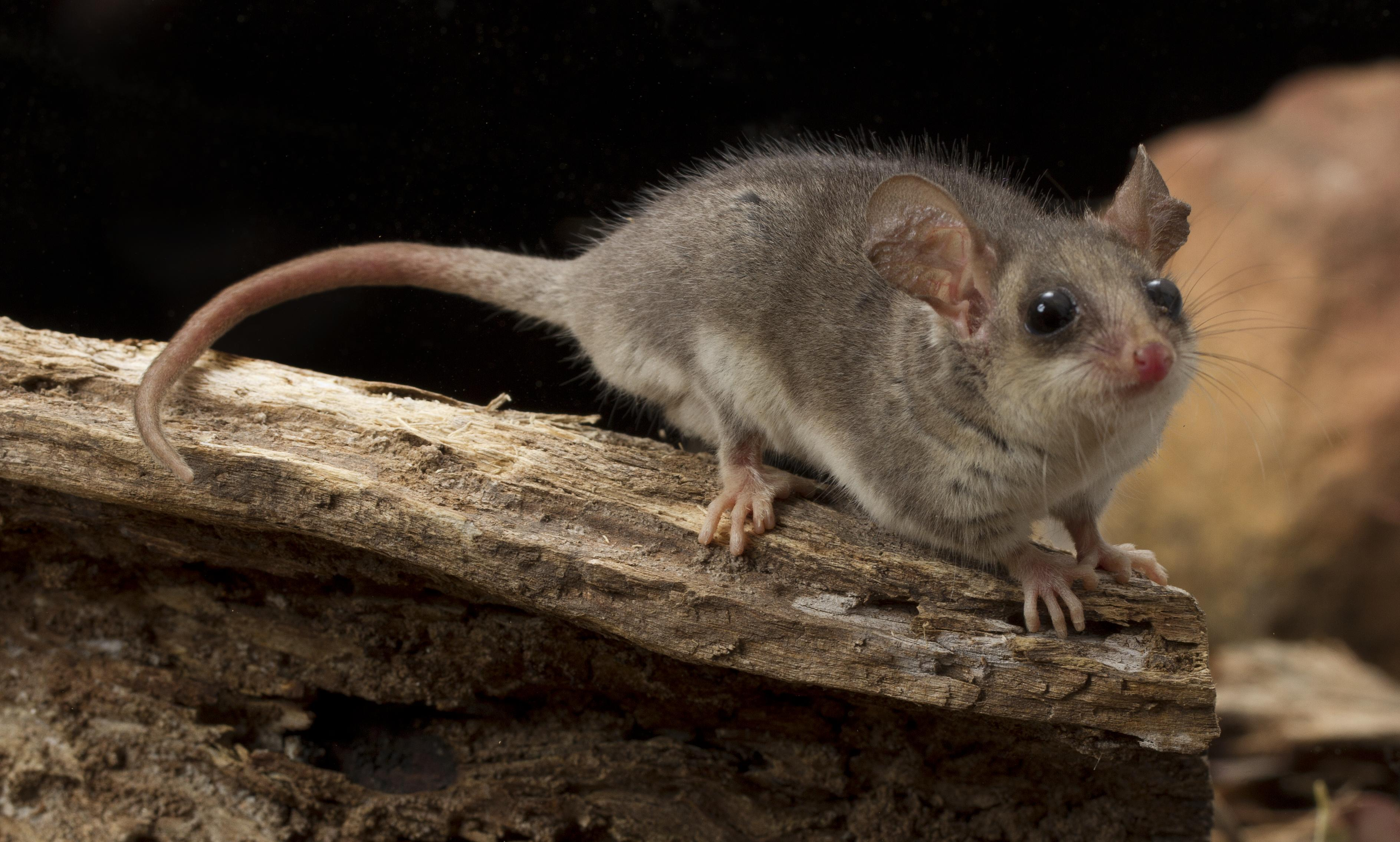
Cercartetus nanus (Burramyidae)
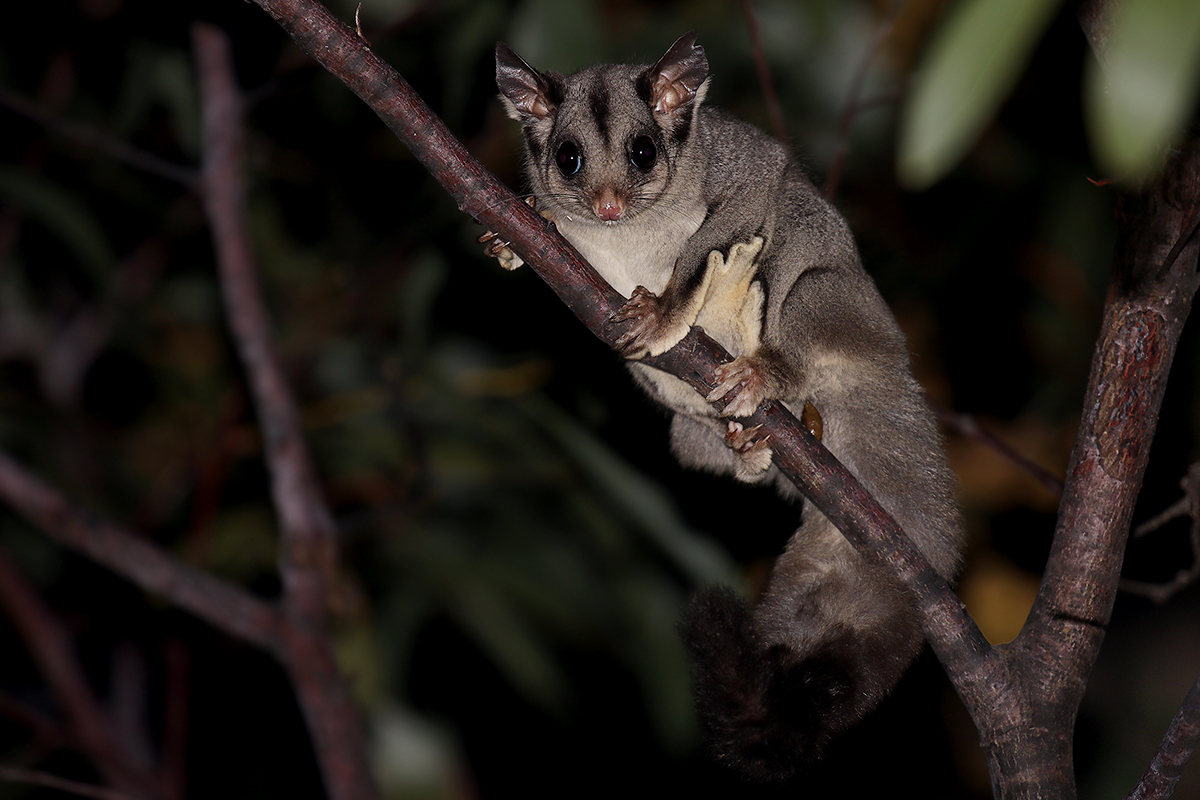
Petaurus breviceps (Petauridae)
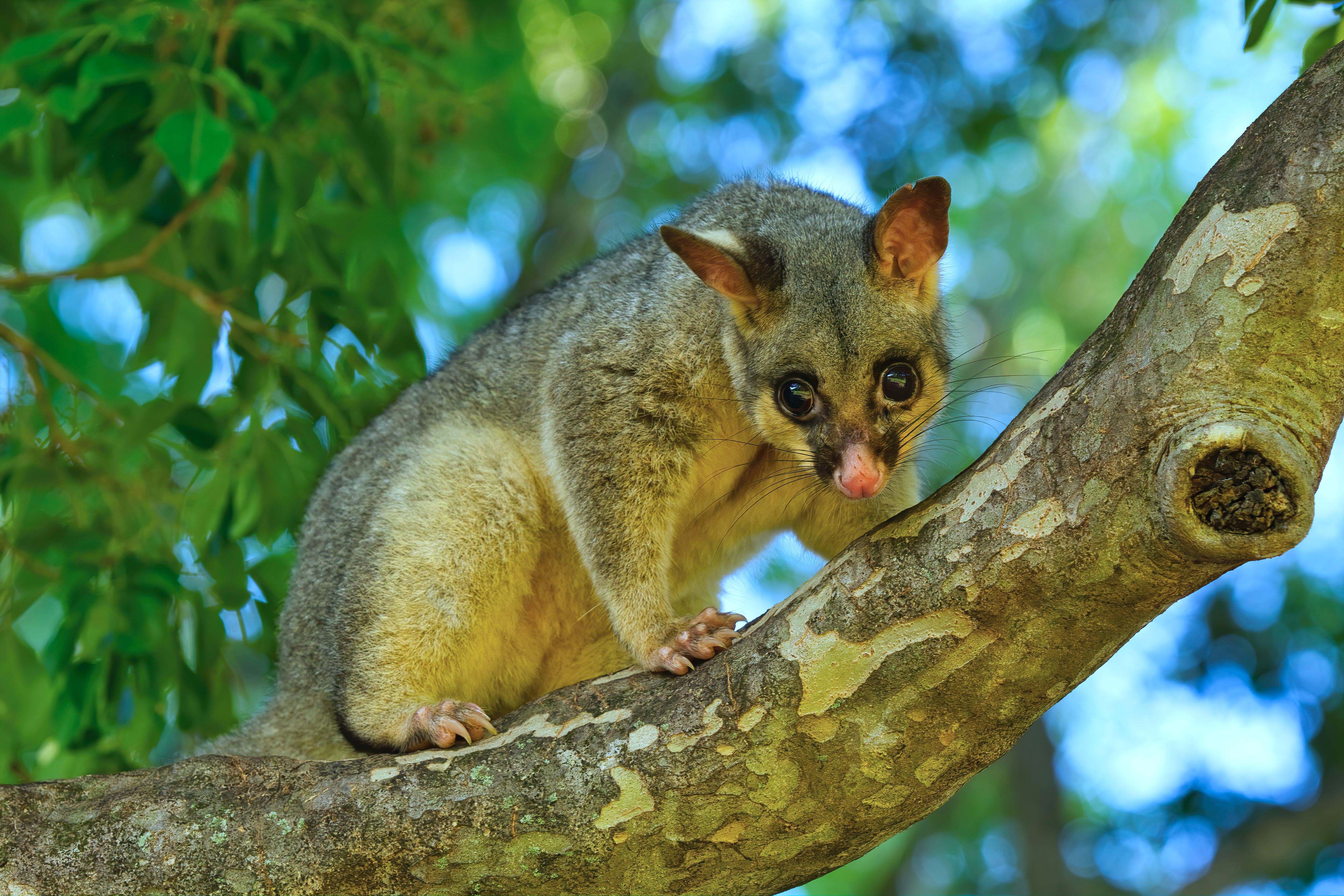
Trichosurus vulpecula (Phalangeridae)
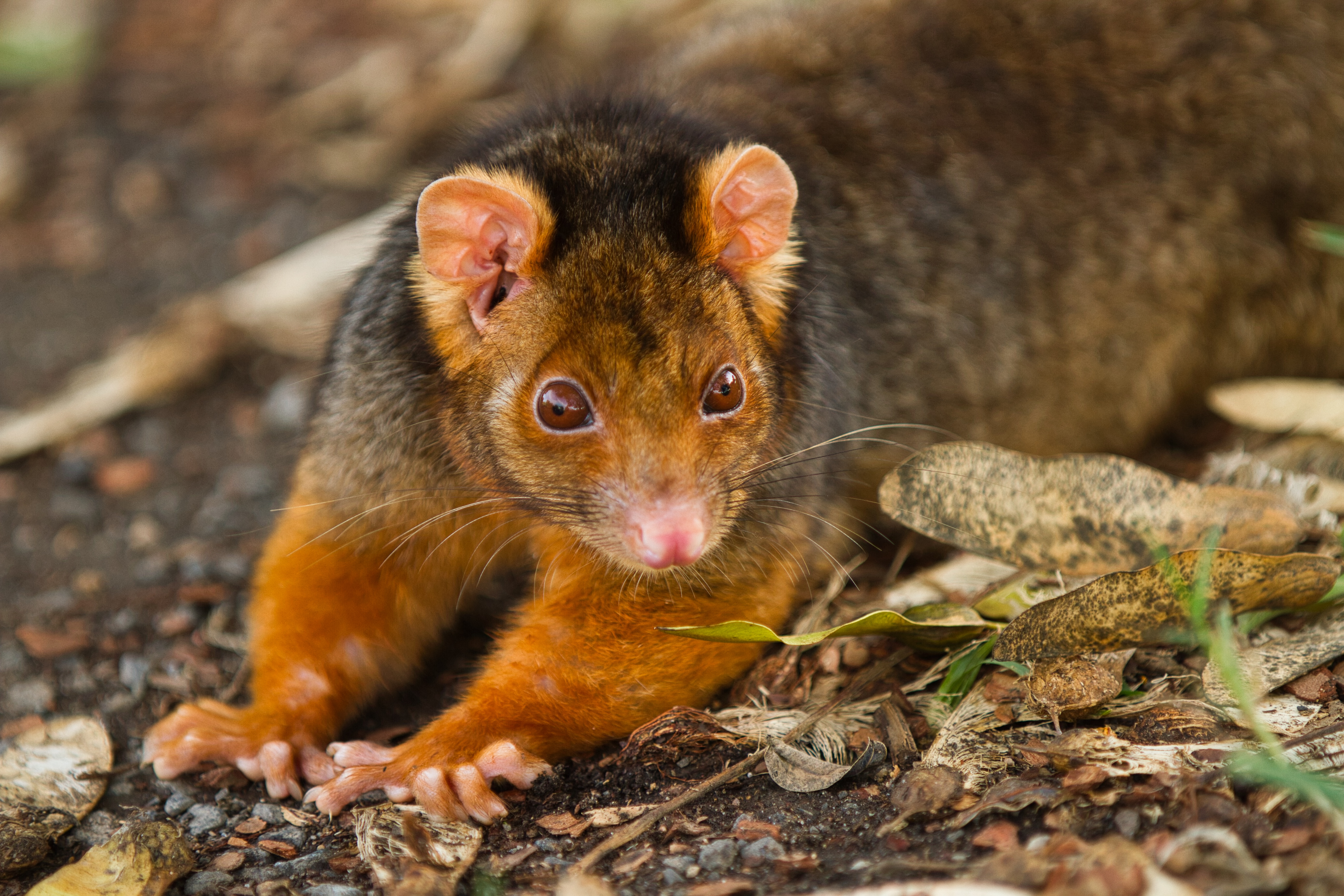
Pseudocheirus peregrinus (Pseudocheiridae)
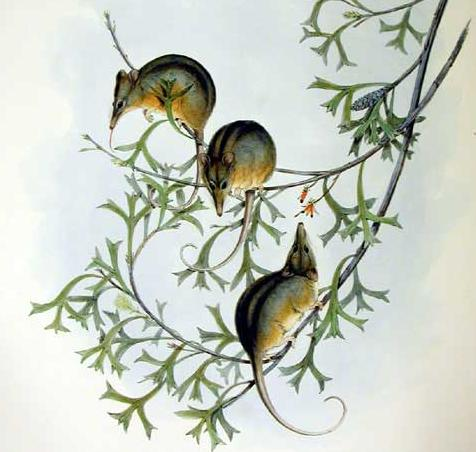
Tarsipes rostratus (Tarsipedidae)
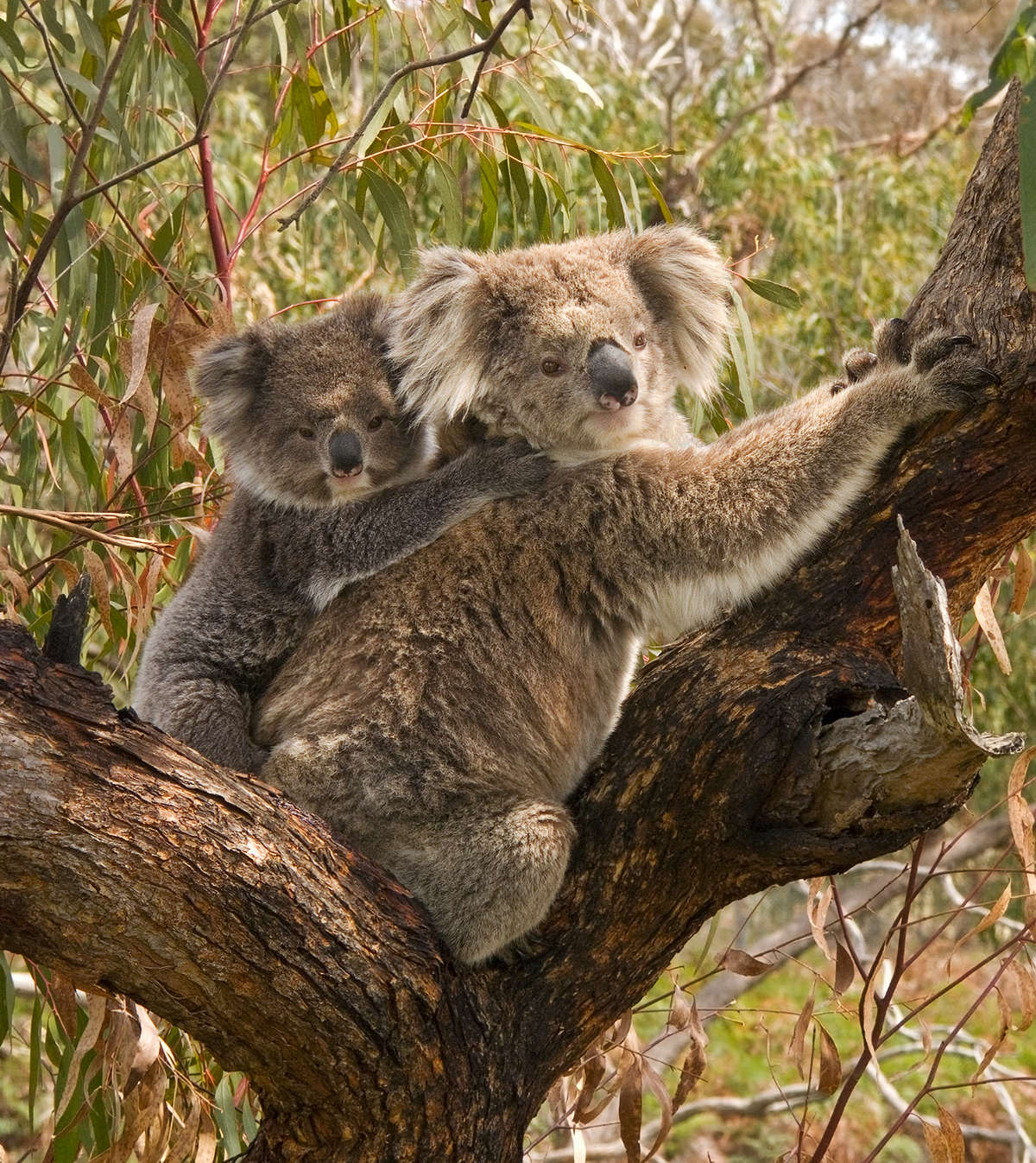
Phascolarctos cinereus (Phascolarctidae)
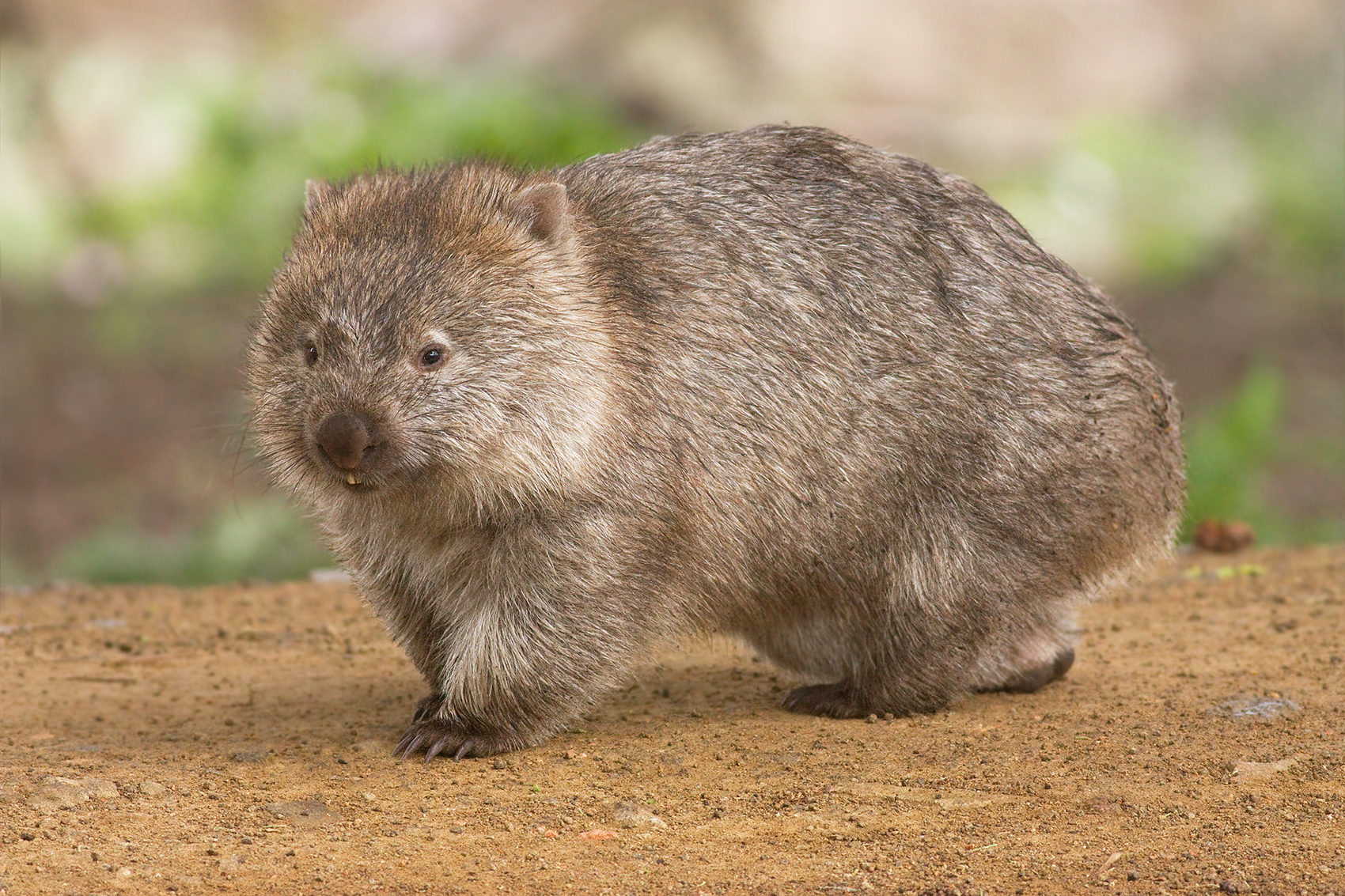
Vombatus ursinus (Vombatidae)
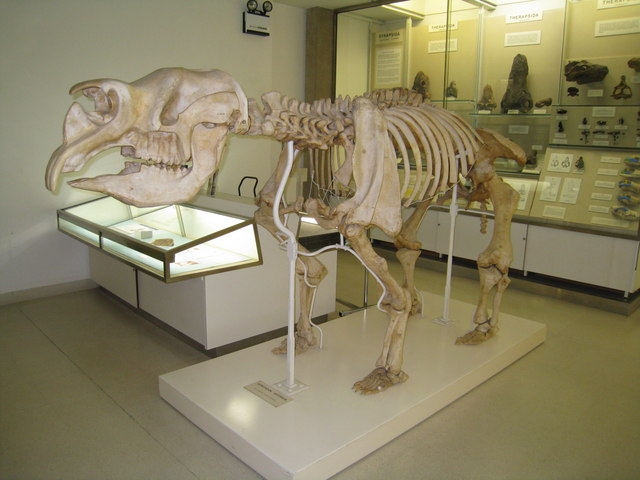
Fòssil de Diprotodon australis (Diprotodontidae)
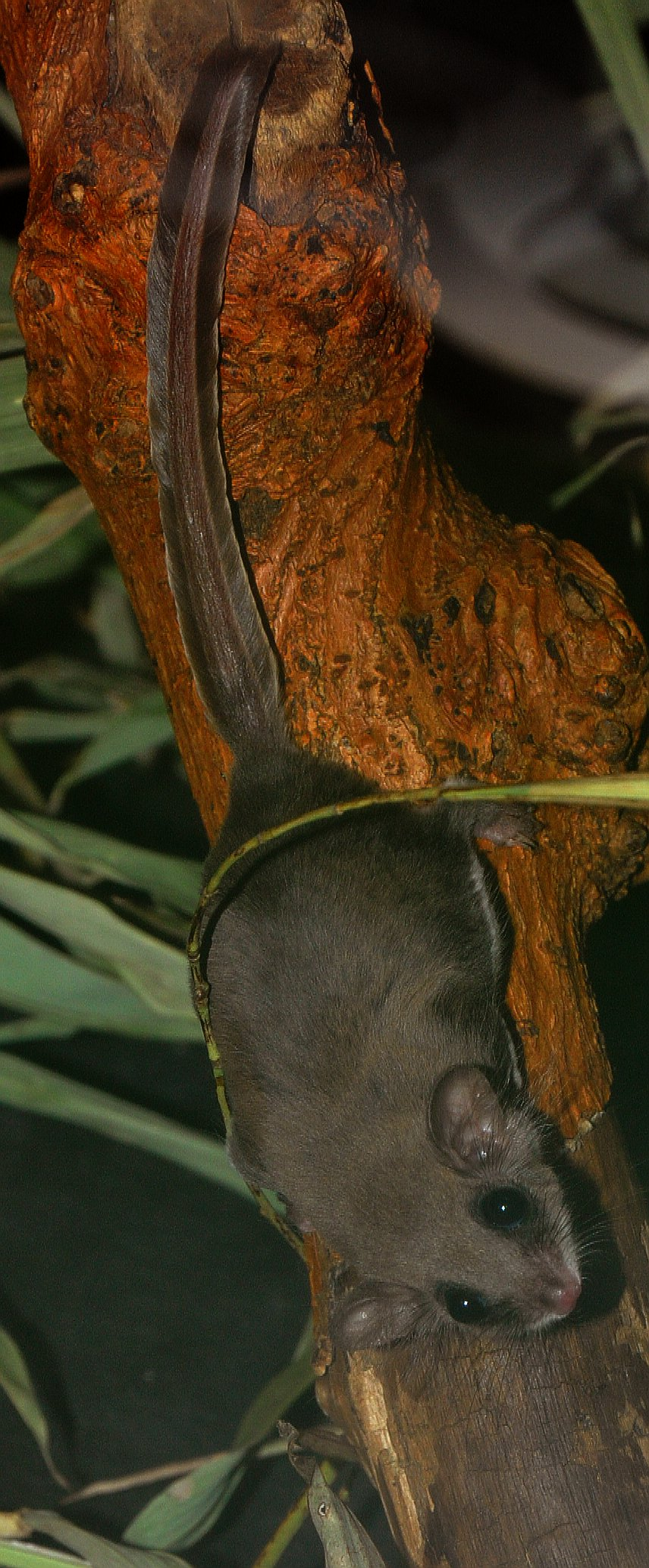
Acrobates pygmaeus (Acrobatidae)